# Live at the Rainbow '74
Queen at the Rainbow è un film del 1975 diretto da Bruce Gowers. È un documentario musicale ed è la registrazione del concerto dei Queen svoltosi il 19 & 20 novembre 1974 al Rainbow Theatre di Londra come parte del Sheer Heart Attack Tour. Il mediometraggio è la prima registrazione video di un concerto dei Queen, e uscì inizialmente nei cinema britannici il 5 novembre 1976 in una versione di 30 minuti. In seguito venne pubblicato in VHS nel 1992, nella sua versione completa, all'interno del cofanetto Box of Tricks. Il film è conosciuto anche con il titolo Live at the Rainbow. Quello del Rainbow Theatre fu il concerto che fece definitivamente conoscere i Queen in Gran Bretagna; particolarmente famose sono le performance di Stone Cold Crazy, inclusa anche nella VHS del 1989 Rare Live e in Now I'm Here, divenuto in seguito il videoclip ufficiale della canzone ed incluso nel Greatest Video Hits 1.

## Descrizione
La sera del 20 novembre 1974 i Queen arrivano al Rainbow Theatre di Londra per un concerto extra (avevano già suonato nel teatro il giorno precedente). Dopo una breve ripresa nel backstage, i Queen salgono sul palco e suonano brani tratti dai loro primi tre album (nonché una cover di Jailhouse Rock):
1. Procession
2. Now I'm Here
3. Ogre Battle
4. White Queen (As It Began)
5. In the Lap of the Gods
6. Killer Queen
7. March of the Black Queen
8. Bring Back That Leroy Brown
9. Father to Son
10. Keep Yourself Alive
11. Liar
12. Son and Daughter
13. Stone Cold Crazy
14. In the Lap of the Gods... Revisited
15. Jailhouse Rock

Non vengono però eseguite Flick of the Wrist, Seven Seas of Rhye, Big Spender e Moder Times Rock'n'roll, brani abituali del tour. Il concerto si chiude con Roger Taylor che distrugge completamente la sua batteria.

## Produzione
Nel novembre del 1974 i Queen avevano pubblicato tre album, il terzo dei quali aveva lasciato il segno raggiungendo il secondo posto nella classifica del Regno Unito, ed erano vicini alla fine delle tappe inglesi del loro terzo tour. L'ultima data di quel tour di successo fu il 20 novembre al Rainbow Theatre nel nord di Londra. La band decise che un film sul concerto di quella sera sarebbe stato un grande strumento promozionale, e fecero in modo che l'evento fosse filmato interamente (era la prima volta che il gruppo veniva filmato dal vivo). Qualche mese dopo il film venne rimontato per farlo durare solo 30 minuti.

## Distribuzione
Il 5 novembre 1976 la versione da 30 minuti del film venne utilizzata come apertura del film-concerto dei Led Zeppelin The Song Remains the Same nei cinema britannici, dopodiché esso venne archiviato. Il film rivide la luce nel 1992, quando uscì in VHS (restaurato e rimontato nella sua versione completa) all'interno del cofanetto Box of Tricks. Il 14 giugno 2014 è stato annunciato un remaster in Full HD delle due serate, in uscita l'8 settembre.